# Orepukia simplex
Orepukia simplex là một loài nhện trong họ Agelenidae.
Loài này thuộc chi Orepukia. Orepukia simplex được miêu tả năm 1973 bởi Raymond Robert Forster & Wilton.